# Shadowverse
Shadowverse es un videojuego de cartas coleccionables gratuito desarrollado y publicado por Cygames en Japón. Fue lanzado en dispositivos iOS y Android en junio de 2016, y para julio era ya el juego de cartas coleccionables más popular en Japón. Las versiones de Mac y Windows salieron en octubre de 2016. La promoción en el extranjero de este juego comenzó en 2017, y hay tres versiones principales por región: japonesa, internacional (incluyendo inglés, coreano, chino tradicional, francés, alemán, italiano y español), y la de chino simplificado (distribuida por NetEase en China desde octubre de 2017).
Shadowverse se basa en un estilo artístico anime, con ilustraciones reutilizadas de un título anterior del desarrollador, Rage of Bahamut. El modo de juego es similar a Hearthstone, pero los desarrolladores buscaron minimizar el papel del azar en los resultados de las partidas. Otra diferencia es la mecánica de juego llamada "Evolución", que permite que los jugadores gasten los llamados "puntos de evolución" para otorgar distintas bonificaciones a las cartas.

## Expansiones
Se añaden nuevos packs de cartas a Shadowverse en un intervalo regular de tres meses. El juego contaba originalmente con un conjunto inicial de cartas Básicas que se añadían automáticamente a las cuentas tras crearlas o se ganaban a través del modo de historia, y el conjunto Estándar (ahora llamado Clásico), que se obtenía adquiriendo packs de cartas. Además, han salido cartas promocionales a lo largo de los meses que se conseguían cumpliendo ciertos requisitos. Estas cartas suponen cambios cosméticos a otras ya existentes; no tienen funciones propias de jugabilidad.
| Pack de cartas        | Fecha de lanzamiento                                                  |
| --------------------- | --------------------------------------------------------------------- |
| Darkness Evolved      | Septiembre de 2016                                                    |
| Rise of Bahamut       | Diciembre de 2016                                                     |
| Tempest of the Gods   | Marzo de 2017                                                         |
| Wonderland Dreams     | Junio de 2017                                                         |
| Starforged Legends    | Septiembre de 2017                                                    |
| Chronogenesis         | Diciembre de 2017                                                     |
| Dawnbreak, Nightedge  | Marzo de 2018 (cartas adicionales lanzadas en mayo de 2018)           |
| Brigade of the Sky    | Junio de 2018 (cartas adicionales lanzadas en agosto de 2018)         |
| Omen of the Ten       | Septiembre de 2018 (cartas adicionales lanzadas en noviembre de 2018) |
| Altersphere           | Diciembre de 2018 (cartas adicionales lanzadas en febrero de 2019)    |
| Steel Rebellion       | Marzo de 2019 (cartas adicionales lanzadas en mayo de 2019)           |
| Rebirth of Glory      | Junio de 2019 (cartas adicionales lanzadas en agosto de 2019)         |
| Verdant Conflict      | Septiembre de 2019 (cartas adicionales lanzadas en noviembre de 2019) |
| Ultimate Colosseum    | Diciembre de 2019 (cartas adicionales lanzadas en febrero de 2020)    |
| World Uprooted        | Marzo de 2020 (cartas adicionales lanzadas en mayo de 2020)           |
| Fortune´s Hand        | Junio de 2020 (cartas adicionales lanzadas en agosto de 2020)         |
| Storm Over Rivayle    | Septiembre de 2020 (cartas adicionales lanzadas en noviembre de 2020) |
| Eternal Awakening     | Diciembre de 2020 (cartas adicionales lanzadas en febrero de 2021)    |
| Darkness Over Vellsar | Marzo de 2021 (cartas adicionales lanzadas en mayo de 2021)           |
| Renascent Chronicles  | Junio de 2021 (cartas adicionales lanzadas en agosto de 2021)         |
| Dawn of Calamity      | Septiembre de 2021 (cartas adicionales lanzadas en noviembre de 2021) |
| Omen of Storms        | Diciembre de 2021 (cartas adicionales lanzadas en febrero de 2022)    |
| Edge of Paradise      | Marzo de 2022 (cartas adicionales lanzadas en mayo de 2022)           |
| Roar of Godwyrm       | Junio de 2022 (cartas adicionales lanzadas en agosto de 2022)         |
| Celestial Dragonblade | Septiembre de 2022 (cartas adicionales lanzadas en noviembre de 2022) |
| Eightfold Abyss       | Diciembre de 2022 (cartas adicionales lanzadas en febrero de 2023)    |
| Academy of Ages       | Marzo de 2023 (cartas adicionales lanzadas en mayo de 2023)           |
| Heroes of Rivenbrandt | Junio de 2023 (cartas adicionales lanzadas en agosto de 2023)         |
| Order Shift           | Septiembre de 2023 (cartas adicionales lanzadas en noviembre de 2023) |
| Resurgent Legends     | Diciembre de 2023 (cartas adicionales lanzadas enero de 2024)         |
| Heroes of Shadowverse | Marzo de 2024 (cartas adicionales lanzadas en mayo de 2024)           |

## Modo de juego

### Partidas
Las partidas de Shadowverse consisten en los turnos de dos jugadores que siguen un orden jugando cartas de su mazo. Cada jugador está representado por un líder con 20 puntos de defensa y una mano inicial de tres cartas. El jugador que va primero tiene dos puntos de evolución, y el jugador que va segundo tiene tres; además, puede evolucionar un turno antes que su rival, y roba una carta extra durante el primer turno. El objetivo del jugador es reducir la defensa del otro a 0 o lograr una condición de victoria a través de ciertas cartas (p. ej. Estatua del Serafín). También puede ganar si el adversario se queda sin cartas.
Cada jugador utiliza el recurso de los puntos de juego (PP, play points) para jugar sus cartas. Ambos jugadores empiezan con 0 puntos de juego, y ganan uno al principio de cada turno, hasta un límite de 10. Estos se restauran al principio de cada turno.

### Formatos

#### Rotación
En este formato puedes usar cartas de las cinco últimas expansiones. (Por ejemplo si la rotación es de Academy of Ages a Heroes of Shadowverse y llega una nueva Expansión, Academy of Ages dejaría de poderse usar y la nueva rotación seria de Heroes of Rivenbrandt a "Nueva Expansión").

#### Rotación Reto
En este formato puedes usar cartas de las cinco expansiones de una determinada temporada de rotación del pasado y cartas básicas. Las cartas adicionales están incluidas. La mayoría de cartas tendrán las mismas habilidades que cuando estaban en Rotación.

#### Ilimitado
En este formato puedes utilizar todas las cartas de Shadowverse a excepción de las cartas Resurgimiento. Algunas cartas pueden estar sujetas a cambios.

#### Rotación Personal
En este formato puedes usar las cartas de Rotación de la temporada que prefieras seleccionando los packs Clásicas-Starforged o 5 packs consecutivos desde Rise of Bahamut a Heroes of Shadowverse. Tu líder obtendrá habilidades especiales durante las partidas según los packs de cartas que elijas.

#### Multiclase
En este formato puedes usar cartas de las cinco expansiones determinadas y cartas básicas para crear un mazo compuesto de 24 o más cartas de la clase principal y 9 o más cartas de una clase secundaria. Este formato solo está disponible por tiempo limitado y es posible que algunas cartas estén prohibidas o restringidas a una copia por mazo.

### Batallas Clasificadas
En las batallas clasificadas te enfrentas a oponentes elegidos al azar, los formatos de estas batallas son Rotación y Ilimitado. Tus puntos de batalla aumentan si ganas las partidas y se reducen si pierdes. Los jugadores obtienen puntos extras por victorias seguidas, además si tu rango difiere entre los formatos recibirás los puntos extras por victorias seguidas en el formato de menor rango hasta llegar a AA3.
| Rango          | Puntos        |
| -------------- | ------------- |
| Principiante 0 | 0 - 99        |
| Principiante 1 | 100 - 199     |
| Principiante 2 | 200 - 699     |
| Principiante 3 | 700 - 1199    |
| D0             | 1200 - 1949   |
| D1             | 1950 - 2699   |
| D2             | 2700 - 3499   |
| D3             | 3500 - 4499   |
| C0             | 4500 - 5999   |
| C1             | 6000 - 7499   |
| C2             | 7500 - 9249   |
| C3             | 9250 - 10999  |
| B0             | 11000 - 12999 |
| B1             | 13000 - 14999 |
| B2             | 15000 - 17499 |
| B3             | 17500 - 19999 |
| A0             | 20000 - 22999 |
| A1             | 23000 - 25999 |
| A2             | 26000 - 29499 |
| A3             | 29500 - 32999 |
| AA0            | 33000 - 36999 |
| AA1            | 37000 - 40999 |
| AA2            | 41000 - 45499 |
| AA3            | 45500 - 49999 |
| Master         | 0 - 4999      |
| Grand Master 0 | 5000          |
| Grand Master 1 | 15000         |
| Grand Master 2 | 25000         |
| Grand Master 3 | 35000         |

### Cartas
En Shadowverse, las cartas se dividen en tres tipos básicos:
- Combatientes – una carta que tiene valores de ataque y defensa. Solo estas cartas pueden evolucionar. Una vez la defensa de un combatiente se reduce a menos de 1, será destruido. Los combatientes pueden atacar a los líderes u otros combatientes, en cuyo caso la unidad atacada verá su defensa reducida según el ataque del combatiente. Cuando ataca a otro combatiente, el combatiente jugado verá su defensa reducida por el ataque del combatiente que haya seleccionado como objetivo. Los combatientes no pueden atacar en el mismo turno en que se colocan sobre el tablero, a no ser que tengan las habilidades de Embestida o Asalto.
- Hechizos – una carta que desaparece inmediatamente después de ser jugada.
- Amuletos – una carta que, una vez jugada, permanece en el tablero, proporcionando efectos hasta que desaparece. Los amuletos no pueden ser atacados por combatientes.

#### Evolucionar
Después del turno 4 (turno 5 para el jugador que va primero), las cartas de combatiente pueden ser evolucionadas una vez por turno, recibiendo normalmente 2 puntos de ataque y defensa adicionales, la capacidad de atacar a otros combatientes durante el turno en el que esta carta se juega, así como activar cualquier efecto post-evolución que tenga la carta. El uso de los puntos de evolución es crucial para controlar el rumbo de la partida.

#### Cartas Resurgimiento
Añadidas a partir de la expansión Resurgent Legends lanzada en diciembre de 2023. Son cartas de expansiones anteriores que vuelve con un cambio de nombre, también tienen distinto coste, ataque, defensa y habilidades. Estar cartas se diferencian de las clásicas por el icono que es un Pentágono invertido que dentro tiene el logo de un fénix, además las voces de las cartas han sido grabadas de nuevo. Estas cartas pueden usarse en todos los formatos menos en el de Ilimitado.

### Clases
Hay ocho clases, llamadas "Craft" en la versión en inglés. Aunque los nombres de clase japonesas originales son gairaigo proveniente del inglés, en las distintas versiones se utilizan nombres diferentes. Cada clase tiene un conjunto de cartas exclusivas y una mecánica única.
| Nombre traducido | Nombre en Gairaigo                        | Mecánica |
| ---------------- | ----------------------------------------- | --- |
| Forestal         | Elf (エルフ Erufu?)                       | Ciertas cartas pueden recibir bonificaciones por jugar un número de cartas concreto durante el mismo turno. A menudo se apoya en generar cartas token de bajo coste.                                       |
| Imperial         | Royal (ロイヤル Roiyaru?)                 | Ciertos combatientes y amuletos son de tipo Comandante o Soldado, y pueden generar o recibir bonificaciones según sus interacciones.                                                                       |
| Rúnico           | Witch (ウィッチ Witchi?)                  | Ciertas cartas en mano con Carga Mágica pueden obtener bonificaciones o reducciones de coste por cada hechizo jugado.                                                                                      |
| Dracónico        | Dragón (Dragon (ドラゴン Doragon?)        | Ciertas cartas en mano pueden recibir bonificaciones cuando el jugador entra en estado de Furia, al alcanzar 7 puntos de juego. A menudo se apoya en cartas que generan puntos de juego.                   |
| Nigromante       | Necromancer (ネクロマンサー Nekuromansā?) | Ciertas cartas en mano pueden obtener bonificaciones por consumir sombras, un recurso generado por cualquier carta aliada que sale del juego.                                                              |
| Vampírico        | Vampire (ヴァンパイア Vanpaia?)           | Ciertas cartas en mano pueden recibir bonificaciones cuando el jugador entra en estado de Venganza, al tener 10 o menos puntos de defensa. A menudo se apoya en efectos que causan daño al propio jugador. |
| Clerical         | Bishop (ビショップ Bishoppu?)             | Los amuletos con Cuenta Regresiva no tienen ningún efecto mientras están en el tablero, pero pueden producir potentes efectos con su Última Voluntad cuando su Cuenta Regresiva termina.                   |
| Dimensional      | Nemesis (Nemesis (ネメシス Nemeshisu?)    | Ciertas cartas en mano pueden obtener bonificaciones durante el estado de Resonancia, cuando el número de cartas en el mazo es par. Se apoya en efectos que añaden o sustraen cartas del mazo.             |

## Recepción
Según el informe de Super Data en 2017, Shadowverse obtuvo 100M$ de ingresos a pesar de haber sido lanzado a mediados de 2016, convirtiéndose en un título destacado del año.